# Martha Ontaneda
Martha Ontaneda Miranda là một nữ diễn viên, nhà sản xuất và đạo diễn người Ecuador.

## Tiểu sử
Martha Ontaneda được sinh ra cho Miguel Ángel Ontaneda và Colombia Miranda. Cô có ba cô con gái, và đã kết hôn hai lần. Cô hiện đang kết hôn với Roberto Mastalir.
Onaneda bước vào thế giới sân khấu vào năm 1983 với sự tham gia của cô trong nhóm kịch múa rối Arcoiris. Cô bắt đầu diễn xuất vào năm 1986 với vai trò thay thế cho một nữ diễn viên khác trong vở kịch La casa de Bernarda Alba trong Teatro Experimental de Guayaquil. Buổi biểu diễn đầu tiên của cô với tư cách là một nữ diễn viên truyền hình là cho các sản phẩm của Nepavisa như El cholito, La pareja feliz (TV program), 3 familias. Năm 2006, Ontaneda thành lập công ty sản xuất của riêng mình, MO Producciones Teatrales, từ đó đã sản xuất các vở kịch như Ocho teeses, una ronda de arpías, một phiên bản của vở kịch gốc của Cristian Cortez.

## Trích dẫn
1. 1 2  "Martha Ontaneda: gobernada por el teatro". La Revista (bằng tiếng Tây Ban Nha). Grupo Universo. ngày 20 tháng 5 năm 2012. Truy cập ngày 17 tháng 10 năm 2015.
2. 1 2  "Martha Ontaneda: Fue secretaria en la Empresa Eléctrica". El Universo (bằng tiếng Tây Ban Nha). ngày 3 tháng 5 năm 2012. Truy cập ngày 17 tháng 10 năm 2015.
3. ↑  "El teatro por encima de todo". El Universo (bằng tiếng Tây Ban Nha). Grupo El Universo. ngày 19 tháng 5 năm 2011. Truy cập ngày 17 tháng 10 năm 2015.
4. 1 2  "Martha Ontaneda y Miriam Murillo dan vida a las impacientes Polonski". El Telégrafo (bằng tiếng Tây Ban Nha). ngày 29 tháng 7 năm 2014. Truy cập ngày 17 tháng 10 năm 2015.